# اروگوئه
اُروگوئه (به اسپانیایی: Uruguay) با نام رسمی جمهوری شرقی اروگوئه (به اسپانیایی: República Oriental del Uruguay) کشوری واقع در جنوب شرقی آمریکای جنوبی و پایتخت آن، مونته‌ویدئو است. اروگوئه، ۳٬۵۱۹٬۰۰۰ نفر جمعیت دارد که ۱٫۸ میلیون نفر از آن‌ها در منطقه کلان‌شهری پایتخت کشور زندگی می‌کنند. زبان رسمی کشور، اسپانیایی و واحد پول آن پزوی اروگوئه است. حدود ۵۸ درصد از مردم این کشور مسیحی و حدود ۴۱ درصد بی‌دین هستند. اروگوئه به عنوان سکولارترین کشور آمریکای جنوبی شناخته می‌شود. یکی از دلایل آن این است که جمعیت بومی‌های آمریکای جنوبی در این منطقه کم بوده و به این خاطر مبلغان مسیحی اسپانیایی در زمان استعماری کمتر به این ناحیه اعزام می‌شدند.
حدود ۸۶ درصد از مردم اروگوئه سفیدپوست هستند. بیشتر مردم این کشور از تبار اسپانیایی و ایتالیایی‌اند (یک‌چهارم جمعیت، ایتالیایی‌تبار است).
این کشور تا سال ۱۸۱۱ مستعمره امپراتوری اسپانیا بود. اروگوئه در سال ۱۸۲۵ از امپراتوری برزیل اعلام استقلال کرد و این استقلال در سال ۱۸۲۸ به رسمیت شناخته شد. اروگوئه امروزه یک جمهوری ریاستی است.

## تاریخ

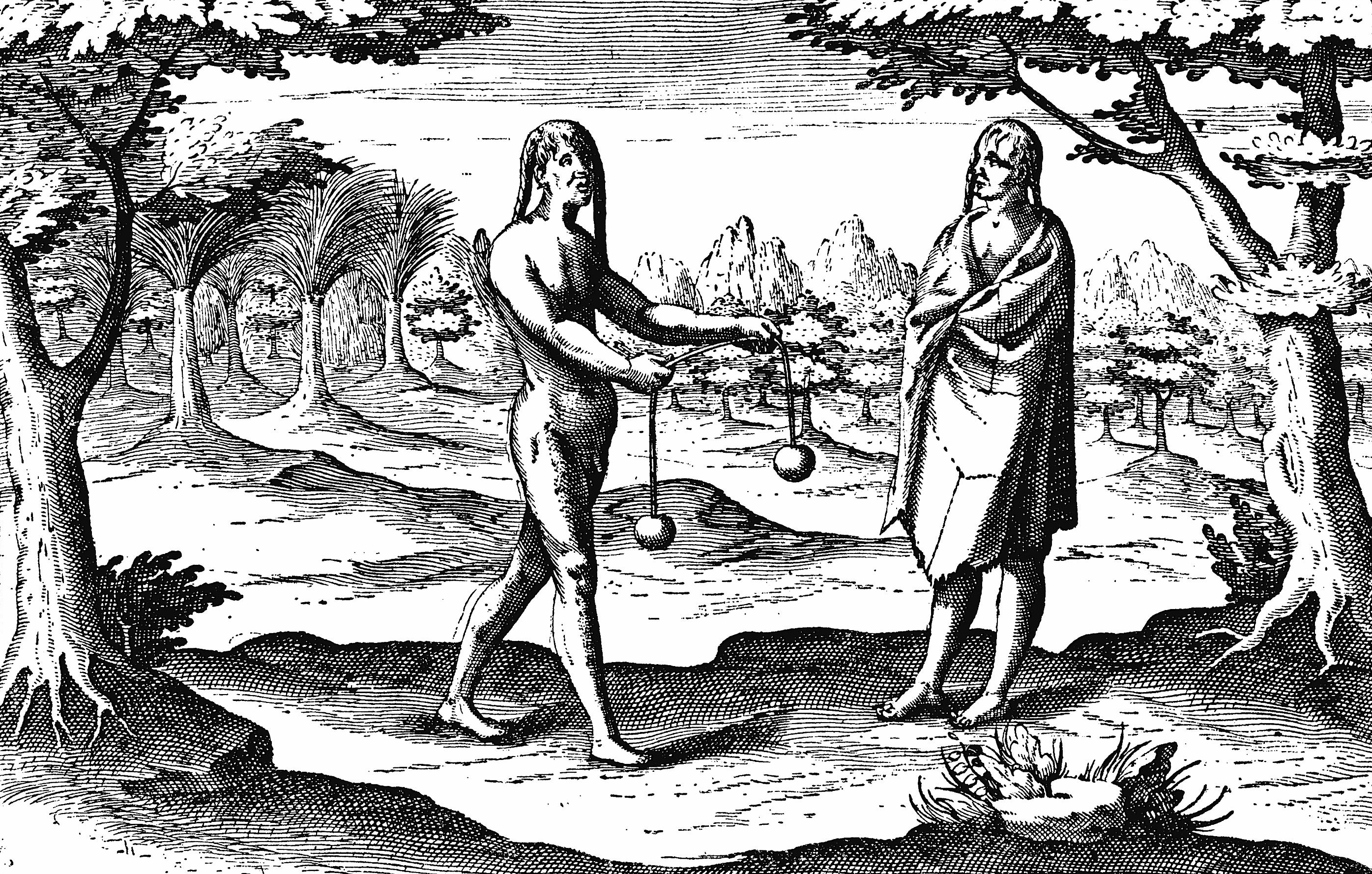
رودخانهٔ ریو دلاپلاتا در سال ۱۶۰۳

اروگوئه نخستین بار در قرن هفدهم میلادی توسط پرتغالی‌ها کشف شد و شهر کولونیا در سال ۱۶۸۰ توسط آنان بنیان نهاده شد. در سال‌های بعدی پای اسپانیایی‌ها نیز به این کشور باز شد. اسپانیایی‌ها در اوایل سده ۱۸ شهر مونته‌ویدئو را تأسیس کردند. در سده‌های ۱۷ و ۱۸ میلادی جنگ‌هایی بر سر مالکیت اروگوئه بین اسپانیا و پرتغال درگرفت که منجر به پیروزی اسپانیا شد. در سال ۱۸۲۰، برزیل این سرزمین را اشغال کرد و به صورت یکی از ایالات خود درآورد تا اینکه در بین سال‌های ۱۸۲۵ تا ۱۸۲۸ انقلاب عمومی آغاز شد. در تاریخ بیست و پنجم اوت ۱۸۲۵، فردی به نام خوان آنتونیو لاوالیا خیزش مردم را برای استقلال کشور رهبری کرد (اکنون روز تعطیلی ملی اروگوئه است) که به استقلال کامل در سال ۱۸۲۸ از برزیل انجامید.
اروگوئه مراحل پیشرفت را در ابعاد اقتصادی، سیاسی و فرهنگی عمدتاً در ابتدای قرن بیستم شروع کرد به‌طوری‌که تا دهه پنجاه این سده به سوئیس آمریکای لاتین معروف بود. اما هم‌زمان با تحولات در کشورهای دیگر منطقه و کودتاهای نظامیان، در این کشور کوچک نیز حکومت نظامیان بین سال‌های ۱۹۷۳ تا ۱۹۸۵ باعث شد که روند دموکراسی که به‌صورتی نهادینه درآمده بود، قطع شود. اما مجدداً از سال ۱۹۸۵ دولتهای دموکراتیک برسرکار آمده‌اند.

## جغرافیا
اروگوئه یکی از کشورهای آمریکای جنوبی است که ۱۷۶٫۲۱۵ کیلومتر مربع مساحت و ۳/۵۱۹/۰۰۰ نفر جمعیت دارد. از این تعداد ۱٫۸ میلیون نفر در مونته ویدئو و حاشیه آن زندگی می‌کنند. این کشور از سمت شمال با برزیل، از غرب با رود اروگوئه، از جنوب غربی با دهانه رودخانه پارانا (به معنی «رودخانهٔ نقره» که در زبان انگلیسی به «ریور بلات» معروف است)، از جنوب با آرژانتین و از جنوب شرقی با اقیانوس اطلس محدود می‌شود. این کشور، دومین کشور کوچک مستقل در آمریکای جنوبی است و فقط از سورینام بزرگ‌تر است. (از گویان فرانسه نیز بزرگتر است که هنوز مستقل نشده است)

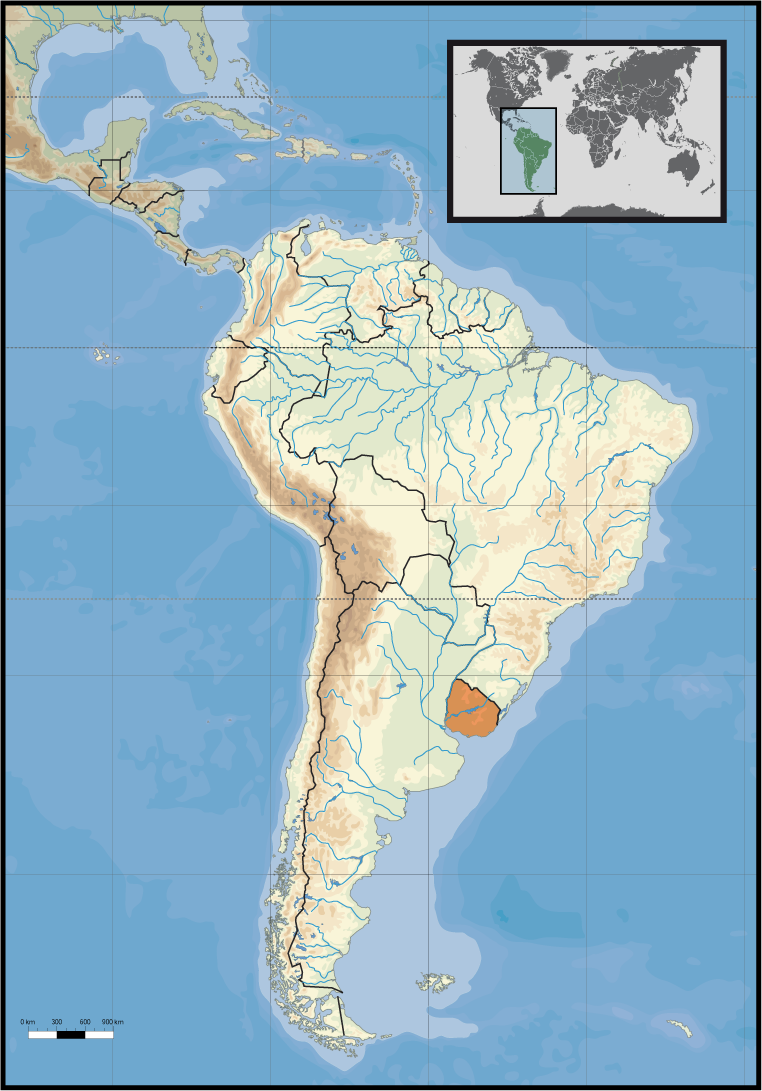
اروگوئه در آمریکای جنوبی
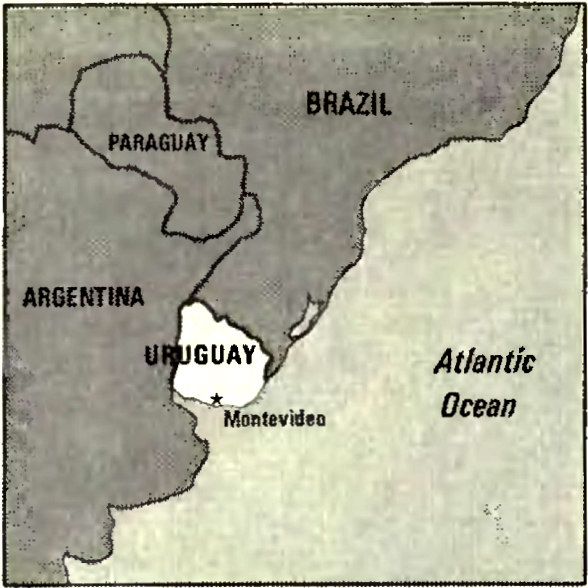
اروگوئه در میان همسایگان
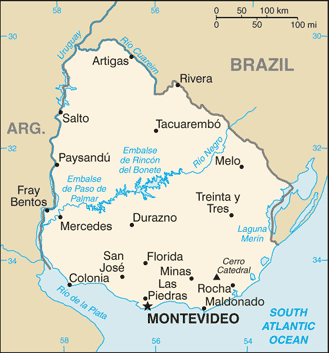
نقشه سیاسی
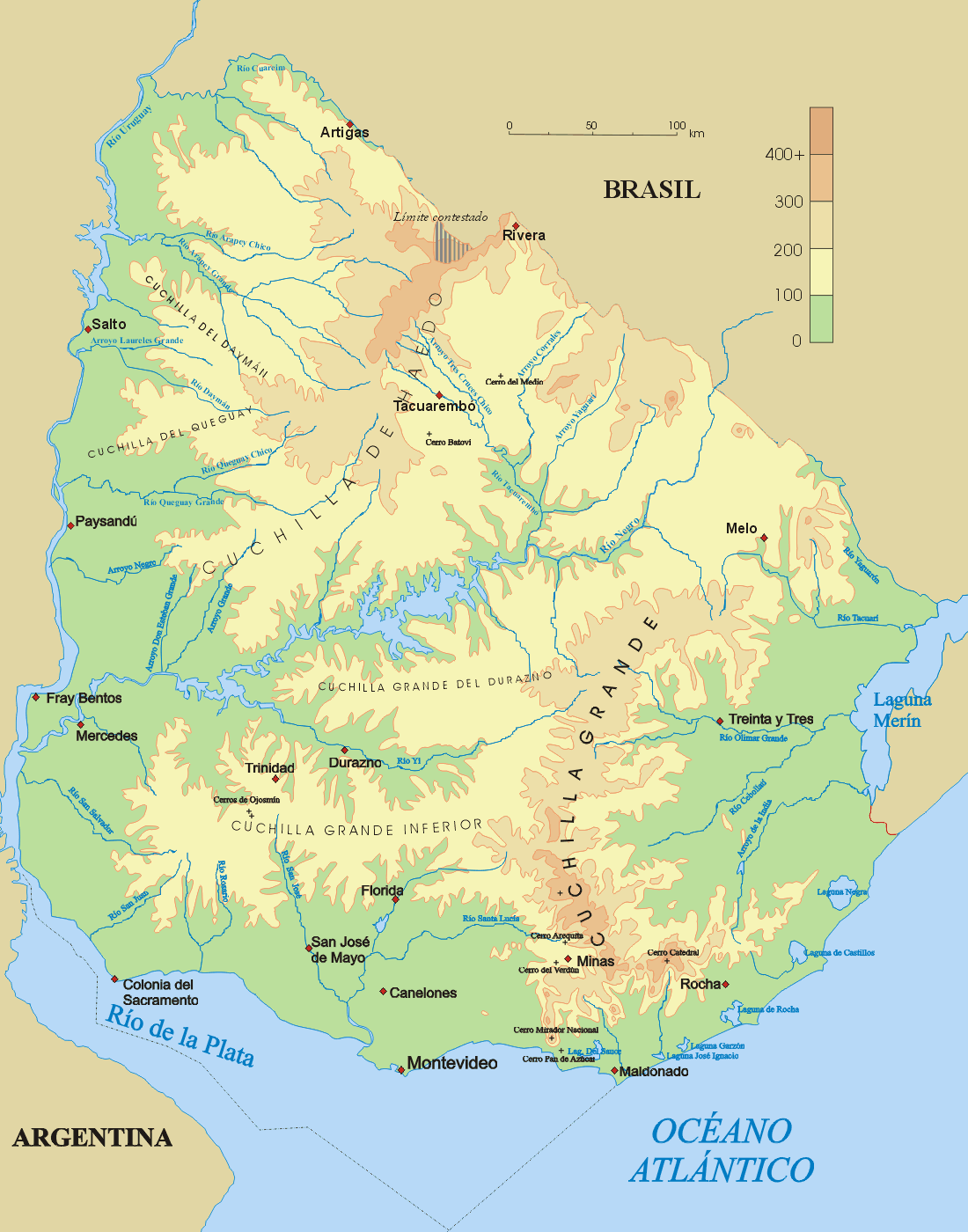
نقشه جغرافیایی
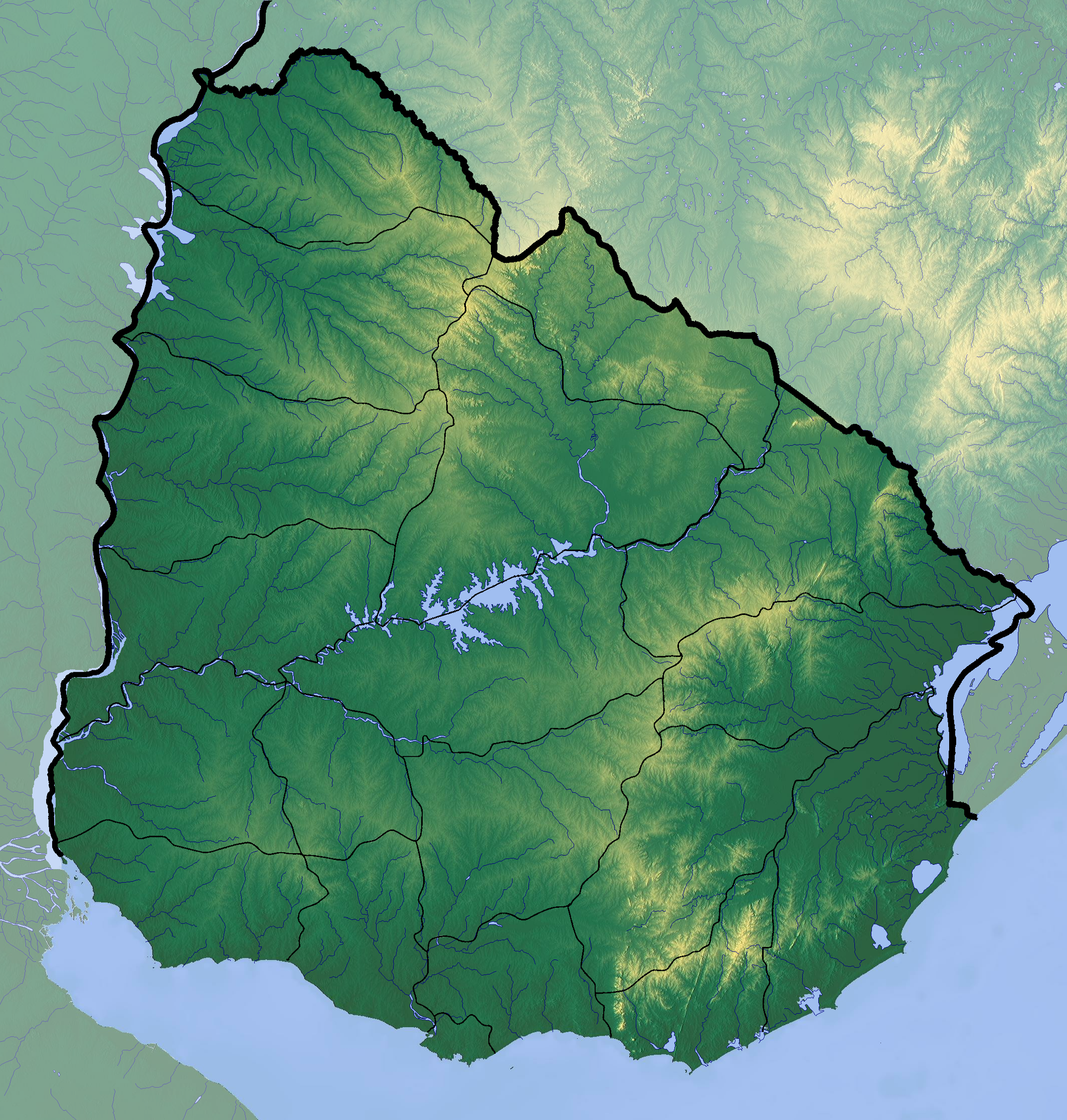
نقشه ناهمواری‌ها

## تقسیم‌بندی کشوری
کشور اروگوئه ۱۹ استان دارد:
| استان‌های اروگوئه |                     |                      |              |
| \| استان \| مرکز \| مساحت (کیلومتر مربع) \| جمعیت (۲۰۰۵) \| \| آرتیگاس \| آرتیگاس \| ۱۱٬۹۲۸ \| ۷۸٬۰۱۹ \| \| کانلونس \| کانلونس \| ۴٬۵۳۶ \| ۴۸۵٬۲۴۰ \| \| سرو لارگو \| ملو \| ۱۳٬۶۴۸ \| ۸۶٬۵۶۴ \| \| کولونیا \| کولونیا دل‌ساکرامنتو \| ۶٬۱۰۶ \| ۱۱۹٬۲۶۶ \| \| دورازنو \| دورازنو \| ۱۱٬۶۴۳ \| ۵۸٬۸۵۹ \| \| فلورس \| ترینیداد \| ۵٬۱۴۴ \| ۲۵٬۱۰۴ \| \| فلوریدا \| فلوریدا \| ۱۰٬۴۱۷ \| ۶۸٬۱۸۱ \| \| لاوایخا \| میناس \| ۱۰٬۰۱۶ \| ۶۰٬۹۲۵ \| \| مالدونادو \| مالدونادو \| ۴٬۷۹۳ \| ۱۴۰٬۱۹۲ \| \| استان مونته‌ویدئو \| مونته‌ویدئو \| ۵۳۰ \| ۱٬۳۲۵٬۹۶۸ \| \| پایساندو \| پایساندو \| ۱۳٬۹۲۲ \| ۱۱۳٬۲۴۴ \| \| ریو نگرو \| فرای بنتوس \| ۹٬۲۸۲ \| ۵۳٬۹۸۹ \| \| ریورا \| ریورا \| ۹٬۳۷۰ \| ۱۰۴٬۹۲۱ \| \| روچا \| روچا \| ۱۰٬۵۵۱ \| ۶۹٬۹۳۷ \| \| سالتو \| سالتو \| ۱۴٬۱۶۳ \| ۱۲۳٬۱۲۰ \| \| سان خوزه \| سان خوزه دمایو \| ۴٬۹۹۲ \| ۱۰۳٬۱۰۴ \| \| سوریانو \| مرسدس \| ۹٬۰۰۸ \| ۸۴٬۵۶۳ \| \| تاکوآرمبو \| تاکوآرمبو \| ۱۵٬۴۳۸ \| ۹۰٬۴۸۹ \| \| ترینتا ای ترس \| ترینتا ای ترس \| ۹٬۵۲۹ \| ۴۹٫۳۱۸ \| \| جمع \| جمع \| ۱۷۵٬۰۱۶ \| ۳٬۲۴۱٬۰۰۳ \| |                     |                      |              |
| استان | مرکز                | مساحت (کیلومتر مربع) | جمعیت (۲۰۰۵) |
| آرتیگاس | آرتیگاس             | ۱۱٬۹۲۸               | ۷۸٬۰۱۹       |
| کانلونس | کانلونس             | ۴٬۵۳۶                | ۴۸۵٬۲۴۰      |
| سرو لارگو | ملو                 | ۱۳٬۶۴۸               | ۸۶٬۵۶۴       |
| کولونیا | کولونیا دل‌ساکرامنتو | ۶٬۱۰۶                | ۱۱۹٬۲۶۶      |
| دورازنو | دورازنو             | ۱۱٬۶۴۳               | ۵۸٬۸۵۹       |
| فلورس | ترینیداد            | ۵٬۱۴۴                | ۲۵٬۱۰۴       |
| فلوریدا | فلوریدا             | ۱۰٬۴۱۷               | ۶۸٬۱۸۱       |
| لاوایخا | میناس               | ۱۰٬۰۱۶               | ۶۰٬۹۲۵       |
| مالدونادو | مالدونادو           | ۴٬۷۹۳                | ۱۴۰٬۱۹۲      |
| استان مونته‌ویدئو | مونته‌ویدئو          | ۵۳۰                  | ۱٬۳۲۵٬۹۶۸    |
| پایساندو | پایساندو            | ۱۳٬۹۲۲               | ۱۱۳٬۲۴۴      |
| ریو نگرو | فرای بنتوس          | ۹٬۲۸۲                | ۵۳٬۹۸۹       |
| ریورا | ریورا               | ۹٬۳۷۰                | ۱۰۴٬۹۲۱      |
| روچا | روچا                | ۱۰٬۵۵۱               | ۶۹٬۹۳۷       |
| سالتو | سالتو               | ۱۴٬۱۶۳               | ۱۲۳٬۱۲۰      |
| سان خوزه | سان خوزه دمایو      | ۴٬۹۹۲                | ۱۰۳٬۱۰۴      |
| سوریانو | مرسدس               | ۹٬۰۰۸                | ۸۴٬۵۶۳       |
| تاکوآرمبو | تاکوآرمبو           | ۱۵٬۴۳۸               | ۹۰٬۴۸۹       |
| ترینتا ای ترس | ترینتا ای ترس       | ۹٬۵۲۹                | ۴۹٫۳۱۸       |
| جمع | جمع                 | ۱۷۵٬۰۱۶              | ۳٬۲۴۱٬۰۰۳    |

### نواحی جدا شده یا نواحی الصاقی
بخشی از سرزمین‌های کشور آرژانتین در محدودهٔ اروگوئه قرار دارد:

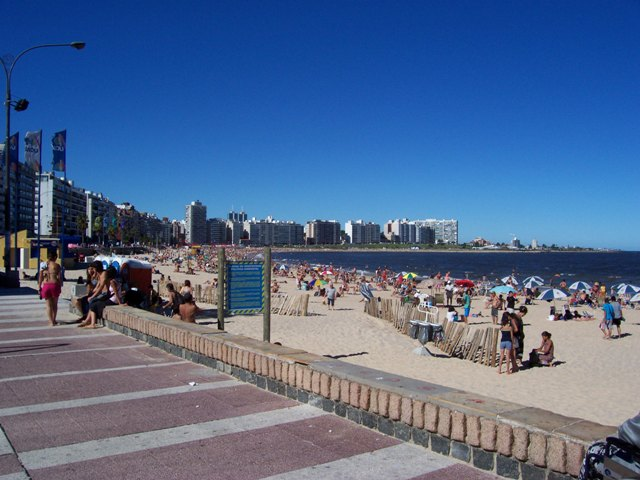
مونته ویدئو، پایتخت اروگوئه

جزیرهٔ مارتین گارکیا (Martín García): این جزیره در ریو دلا پلاتا محل همریزگاه رودخانه‌های پارانا و اروگوئه، چند کیلومتر درون آب‌های اروگوئه، حدود ۵/۳ کیلومتری خط ساحلی اروگوئه، نزدیک به شهر کوچک مارتین چیکو (که در میان راه بین نیوا پالمیرا و کلونیا واقع است) قرار دارد.
بر پایه پیمانی که در سال ۱۹۷۳ میان اروگوئه و آرژانتین منعقد شد حاکمیت جزیره به آرژانتین سپرده شد تا ریشهٔ اختلافات کهن بین دو کشور از بین برود. بر پایه مفاد پیمان‌نامه، جزیرهٔ مارتین گارسیا، به یک شکارگاه بی‌طرف اختصاص داده شده است. مساحت آن ۲ کیلومتر مربع و جمعیت آن حدود ۲۰۰ نفر است. علاوه بر این، گلوریا رکودا، حقوق انحصاری یک چهارم جزیره را در اختیار دارد.

## سیاست

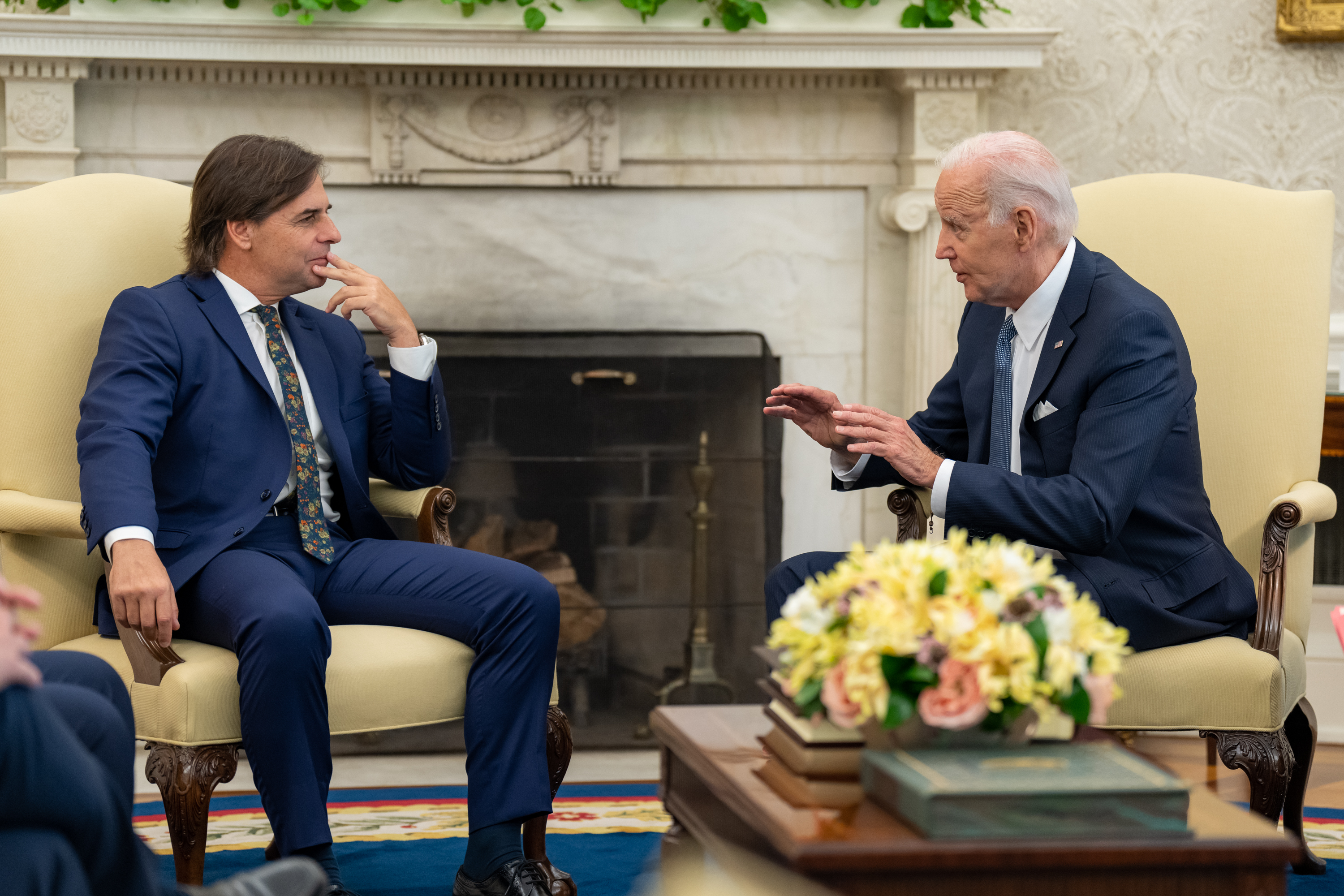
لاکایا پو رئیس‌جمهور اروگوئه و بایدن رئیس‌جمهور ایالات‌متحده

امور سیاسی اروگوئه در چهارچوب نظام جمهوری ریاستی است که رئیس‌جمهور هم نفر اول دولت و هم نفر اول کشور است و رئیس سیستم چند جزئی تقسیمات کشوری به‌شمار می‌آید. قوه مجریه توسط دولت اداره می‌شود. قوهٔ مقننه هم به دولت و هم به دو بخش مجمع قانونگذاری اروگوئه واگذار شده است. قوهٔ قضاییه مستقل از قوهٔ مجریه و مقننه است. در طول تاریخ اروگوئه، اغلب گروه‌های ملی و کلورادو به تناوب قدرت را در اختیار داشته‌اند. هرچند در انتخابات سال ۲۰۰۴، حزب ترقی خواه – نیوا مایوریا، از ائتلاف سوسیالیست‌ها، توپاماروهای پیشین (سازمان چیگرای اروگوئه)، کمونیست‌ها و سوسیال – دموکرات‌ها در میان سایر رقبا به قدرت رسیدند و اکثریت کرسی‌های دو بخش پارلمان را به‌دست آوردند و از طرفی رئیس‌جمهور، تاباره و ارکوئز روساس با قاطعیت در انتخابات پیروز شد.
رقابت اصلی سیاسی در اروگوئه بین سه حزب عمده فرنته آمپلیو (حزب حاکم و با گرایش چپ) و دو حزب سنتی راستگرای کلرادو و ناسیونال است. رؤسای جمهور قبلی و فعلی این کشور هر دو از حزب فرنته آمپلیو هستند. انتخابات ریاست جمهوری اروگوئه در ۲۰۰۹ با پیروزی خوزه موخیکا نامزد حزب چپگرای فرنته آمپلیو پایان یافت. در این انتخابات دانیل آستوری به عنوان معاون رئیس‌جمهور و رئیس مجلس سنا برگزیده شد و حزب فرنته آمپلیو (جبهه گسترده) اکثریت را در مجلس نمایندگان و سنا به‌دست‌آورد. انتخابات ۲۰۱۴ با پیروزی تاباره باسکس به پایان رسید. او از سال ۲۰۰۵ تا ۲۰۱۰ نیز رئیس‌جمهور بود.

## اقتصاد

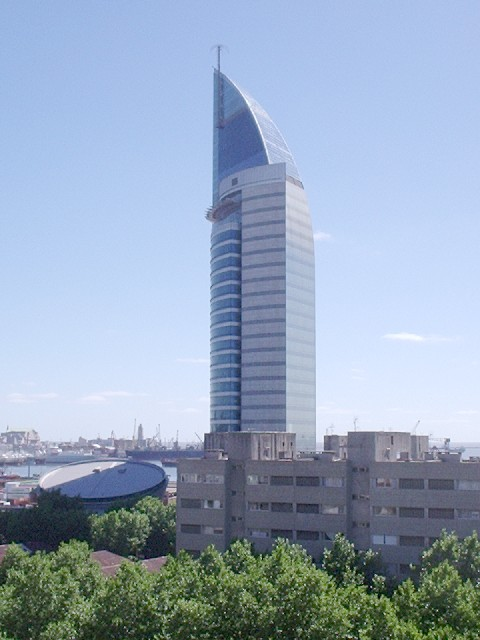
Torre de las تجهیزات ارتباطات راه دور (برج آنتل) در مونته ویدئو

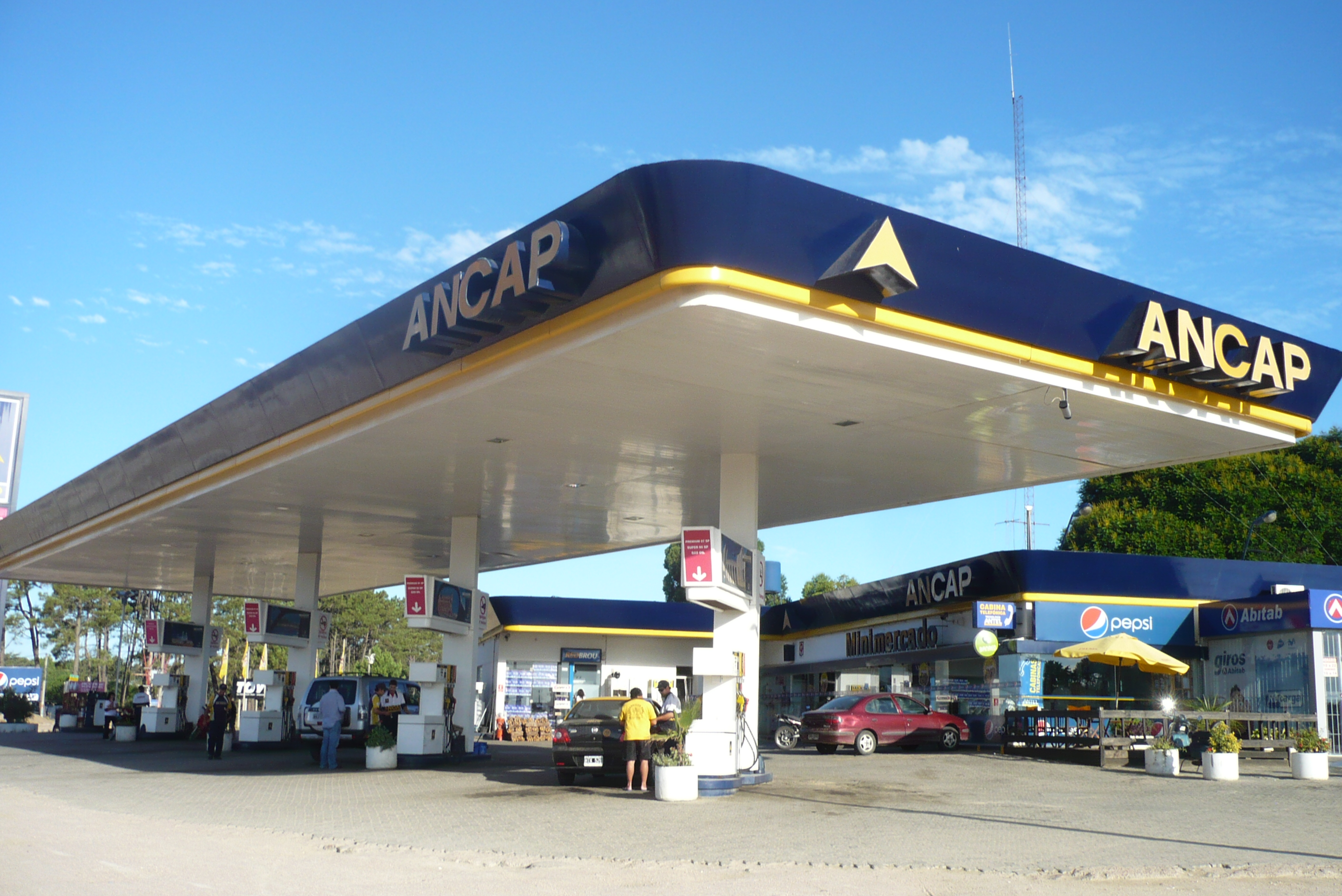
آنکپ، شرکت دولتی نفت و گاز اروگوئه

این کشور در رتبه یکی از پیشرفته‌ترین و مرفه‌ترین کشورهای آمریکا لاتین قرار دارد. بخش کشاورزی، دامداری و ماهی‌گیری مهم‌ترین بخش‌های اقتصادی در اروگوئه به‌شمار می‌آیند. بیش از ۱۵ درصد از سهم تولید ناخالص داخلی کشور به بخش کشاورزی و دامداری اختصاص دارد. برنج، گندم، جو، ذرت، تخم آفتابگردان، سویا، حبوبات، سبزیجات، تره‌بار، توتون، تنباکو، دانه‌های روغنی و انواع میوه از فراورده‌های کشاورزی هستند.
اقتصاد اروگوئه بر مبنای بخش صادرات کشاورزی، نیروی کار آموزش‌دیده، سطح بالای روابط اجتماعی و بخش صنعتی توسعه‌یافته قرار دارد. پس از رشد میانگین سالیانهٔ ۵٪ در سال‌های ۱۹۹۶–۱۹۹۸، در سال‌های ۱۹۹۹ تا ۲۰۰۱، به‌علت کاهش تقاضا از سوی آرژانتین و برزیل که تقریباً نیمی از تولیدات را وارد می‌کنند، اقتصاد اروگوئه آسیب دیده با وجود شدت تنش‌های وارده، دست‌اندرکاران امور مالی اروگوئه نسبت به همسایگان خود، پایدارتر باقی ماندند، واکنشی که نشانگر حسن اعتبار این کشور در میان سرمایه‌گذاران و میزان سرمایه‌گذاری دولتی در تخمین پرداخت وجه سرمایه‌گذاران - به عنوان یکی از دو کشوری که در آمریکای جنوبی این کار را انجام می‌دهند، می‌باشد. در سال‌های اخیر، اروگوئه بیشتر انرژی خود را صرف توسعهٔ کارایی‌های تجاری فناوری اطلاعات کرده است و تبدیل به یکی از صادرکنندگان نرم‌افزار در آمریکای لاتین شده است.
درحالی‌که به نظر می‌رسد، برخی بخش‌های اقتصادی در حال بهبود می‌باشند، نزول اقتصادی تأثیر به سزایی بر شهروندان اروگوئه‌ای داشت، نرخ بیکاری به بیش از بیست درصد افزایش یافت، میزان دستمزد پایین آمد، ارزش پزوی اروگوئه کاهش یافت و درصد فقر در اروگوئه به حدود ۱۰٪ رسید. این شرایط ناگوار اقتصادی، نقش مهمی در تغییر دیدگاه مردم در قبال سیاست‌های اقتصادی بازار آزاد که توسط مدیران پیشین در دههٔ نود میلادی وضع شده بود، داشت و منجر به پذیرش طرح‌های خصوصی‌سازی شرکت ملی نفت در سال ۲۰۰۳ و شرکت ملی آب در سال ۲۰۰۴ در میان مردم گردید.
دولت فرنته آمپلیو که به تازگی انتخاب شده است، متعهد شده است که ضمن پرداخت وام‌های خارجی اروگوئه، با در نظر گرفتن برنامه‌های اشتغال‌زایی، مشکلات گستردهٔ فقر و بیکاری را برطرف کند.

## کشاورزی
کشاورزی نقش مهمی را در تاریخ اروگوئه و هویت ملی این کشور ایفا کرده است تا اواسط سده بیستم که تمامی کشور مانند یک چراگاه بسیار بزرگ بود (زمین‌های کشاورزی) و ثروت به‌دست آمده درمناطق داخلی کشور در مونته ویدئو به عنوان «کاسکو» (casco) یا راس مدیریتی خرج می‌شد. در مورد آن گفته می‌شود «Uruguay es la vaca y el Puerto» (یعنی «اروگوئه سرزمین بندرگاه و گاوها است»).

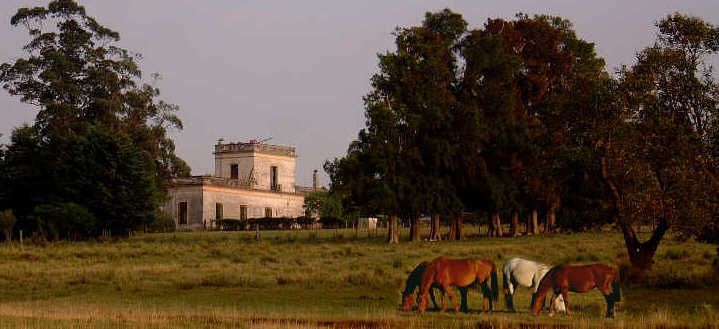
منطقهٔ حیاتی و مرکزی یک چراگاه تاریخی: Estancia San Eugenio, Casupá، دپارتمان جنوبی فلوریدا

امروزه، کشاورزی حدود ۱۰٪ از تولید سرانهٔ داخلی کشور را تشکیل می‌دهد و یکی از عوامل اصلی ورود ارز است، که اروگوئه را در رقابت با سایر صادرکنندگان فراورده‌های کشاورزی نظیر برزیل، کانادا و نیوزیلند قرار می‌دهد. اروگوئه یکی از اعضای گروه کایرنی، صادرکنندگان فراورده‌های کشاورزی، می‌باشد. کشاورزی اروگوئه از لحاظ تعداد کارکنان و فناوری و محوریت نسبت به سایر رقبا در سطح پایین‌تری قرار دارد که منجر به بازدهٔ نسبتاً کمتر در هر هکتار می‌شود، ولی از طرفی امکان ورود به بازار محصولات طبیعی و اکولوژیکی را برای اروگوئه فراهم می‌کند.
تلاشگرانی نظیر «شرکت گوشت گاوهای علف‌خوار اروگوئه» و «شرکت محصولات طبیعی اروگوئه» در نظر دارند تا اروگوئه را به تولیدکننده عمده‌ای از گوشت، شراب و سایر فراورده‌های خوراکی تبدیل کنند. اخیراً صنعتی بر مبنای جهانگردی مرتعی در حال شکل‌گیری است که بر مضامین سنتی و فولکوریک فرهنگ کائوچو و منابع به جای مانده از مراتع تاریخی دوران طلایی کشور اروگوئه، تأکید دارد.

## مردم
| نژادها در اروگوئه | نژادها در اروگوئه | نژادها در اروگوئه | نژادها در اروگوئه | نژادها در اروگوئه |
| ----------------- | ----------------- | ----------------- | ----------------- | ----------------- |
| نژاد              |                   |                   |                   |                   |
| سفیدپوست          | سفیدپوست          |                   | ۸۵٫۸٪             | ۸۵٫۸٪             |
| دورگه سفید و سیاه | دورگه سفید و سیاه |                   | ۵٫۴٪              | ۵٫۴٪              |
| سیاه‌پوست          | سیاه‌پوست          |                   | ۲٫۷٪              | ۲٫۷٪              |
| دورگه سفید و سرخ  | دورگه سفید و سرخ  |                   | ۲٫۶٪              | ۲٫۶٪              |
| سرخ‌پوست           | سرخ‌پوست           |                   | ۲٫۰٪              | ۲٫۰٪              |
| سه‌نژاده           | سه‌نژاده           |                   | ۰٫۸٪              | ۰٫۸٪              |
| زردپوست           | زردپوست           |                   | ۰٫۵٪              | ۰٫۵٪              |

جمعیت اروگوئه ۳٫۵ میلیون نفر است. ۸۵٫۸٪ جمعیت از نژاد اروپایی سفید می‌باشد که از اصلیت‌های ایتالیایی اسپانیایی و به دنبال آن‌ها انگلیسی، فرانسوی، آلمانی، پرتغالی، ایرلندی، روسی، اسکاندیناویایی و ارمنی، می‌باشند. دولت و کلیسا به‌طور رسمی از یکدیگر مجزا هستند. اغلب مردم اروگوئه به دین کلیسای کاتولیک رم اعتقاد دارند (۶۶٪)، تعداد کمی پروتستان (۲٪) و یهودی و مسیحیان ارمنی (۱٪) و افراد زیادی بدون ایمان (۳۱٪) می‌باشند.
درصد با سوادی در اروگوئه بسیار بالا است (۹۹٪) و طبقه متوسط شهرنشین اکثریت این کشور را که در آن درآمد به خوبی بین مردم تقسیم شده تشکیل می‌دهد. در دهه‌های ۱۹۷۰ و ۱۹۸۰ حدود ۶۰۰۰۰۰ اروگوئه‌ای مهاجرت کردند و عمدتاً به اسپانیا، آرژانتین و برزیل رفتند. بقیه نیز به کشورهای اروپایی و آمریکا سفر کردند.
به علت زاد و ولد اندک، امید زندگی بالا و درصد نسبتاً زیاد مهاجرت جوانان، بیشتر جمعیت اروگوئه را میان‌سالان تشکیل می‌دهند. در سال ۲۰۰۶ نرخ زاد و ولد ۹۱٫۱۳ در ۱۰۰۰ بود. که بیشتر از کشورهای همسایه اش آرژانتین (۷۳٫۱۶ در ۱۰۰۰) و برزیل (۵۶٫۱۶ در ۱۰۰۰) است.

## فرهنگ
| دین در اروگوئه                 | دین در اروگوئه                 | دین در اروگوئه | دین در اروگوئه | دین در اروگوئه |
| ------------------------------ | ------------------------------ | -------------- | -------------- | -------------- |
| مذهب                           | مذهب                           |                | درصد           | درصد           |
| کاتولیک رومی                   | کاتولیک رومی                   |                | ۴۵٫۷٪          | ۴۵٫۷٪          |
| مسیحیان غیرکاتولیک             | مسیحیان غیرکاتولیک             |                | ۹٫۰٪           | ۹٫۰٪           |
| مسیحی بدون گرایش به شاخه‌ای خاص | مسیحی بدون گرایش به شاخه‌ای خاص |                | ۳۰٫۱٪          | ۳۰٫۱٪          |
| خداناباور                      | خداناباور                      |                | ۱۲٫۰٪          | ۱۲٫۰٪          |
| ندانم‌گرا                       | ندانم‌گرا                       |                | ۲٫۰٪           | ۲٫۰٪           |
| غیره                           | غیره                           |                | ۱٫۲٪           | ۱٫۲٪           |

مونته ویدئو یکی از زیباترین پایتخت‌های منطقه است و این شهر ۱/۳ میلیون نفری که اکثریت جمعیت آن را اروپایی‌ها تشکیل می‌دهند، مهد فرهنگ آمریکای جنوبی محسوب می‌گردد. میزان فقر در حداقل ممکن در منطقه است و ثروت به‌طور یکنواخت میان مردم تقسیم شده است. اگرچه تاریخ سده بیستم این کشور شاهد دیکتاتورهای خودکامه، خشونت و فساد و بحران‌های اقتصادی است، اروگوئه در ۲۵ سال گذشته نمونه بارز یک الگوی اقتصادی و فرهنگی درخشان بوده است. از دید برخی از کارشناسان، روند رشد اقتصادی ریورپلات آرژانتین کاملاً برخلاف رونق اقتصادی در اروگوئه بوده است.

## نویسندگان اروگوئه‌ای

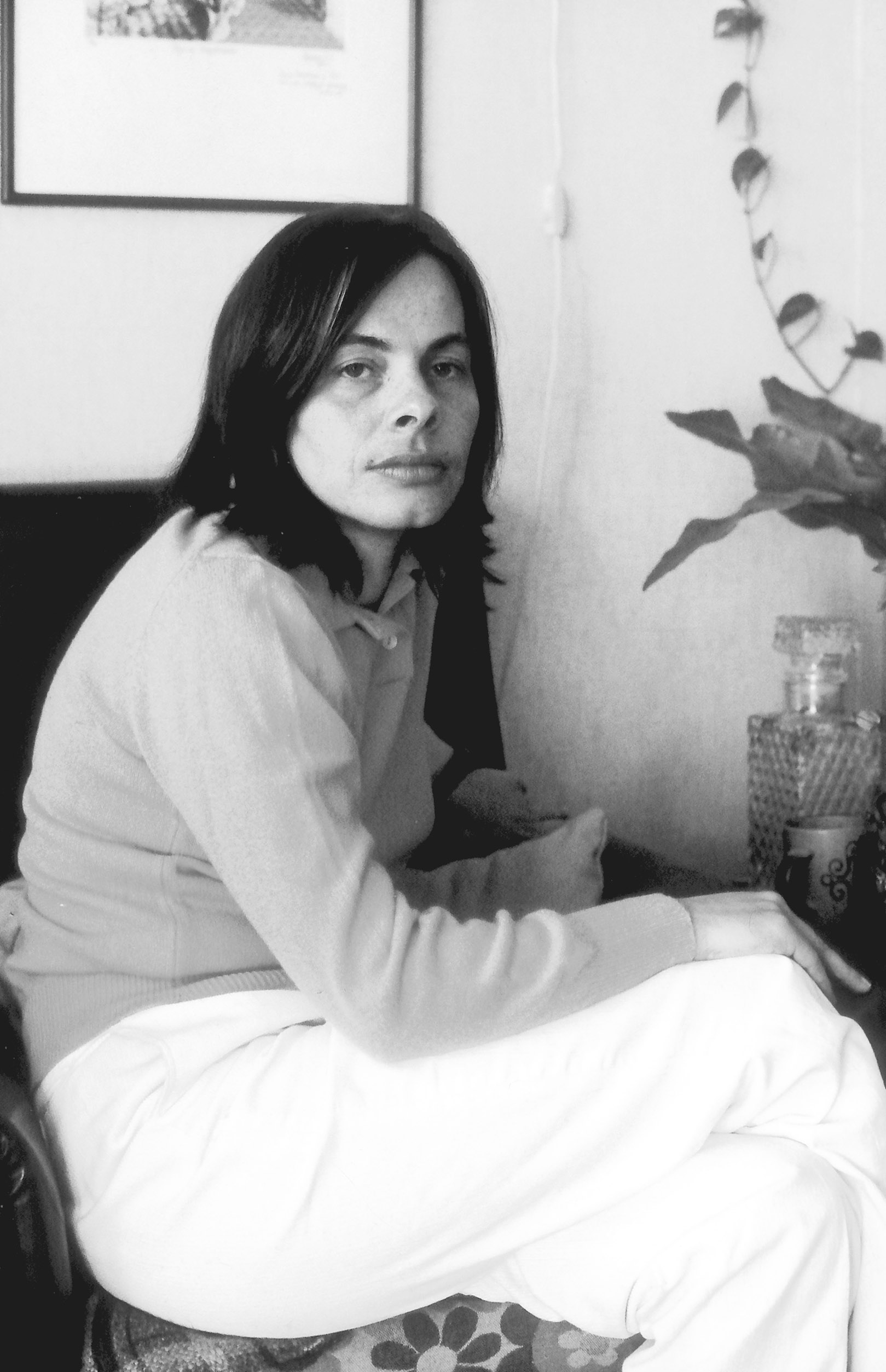
پری روسی، نویسنده و شاعر مشهور اروگوئه‌ای

- خوزه انریکه رودو، مقاله‌نویس و اندیشمند
- فلورنسیو سانچز، نمایشنامه نویس
- هورایسو کویروگا، داستان کوتاه‌نویس
- جوانا د ایباربورو، شاعر
- دلمیرا آگوستینی، شاعر
- ماریا اوژینا و از فرایر، شاعر
- خوان کارلوس اونتی، رمان‌نویس
- ایدا ویلارینو، شاعر
- فلیسبرتو هرناندز، داستان‌نویس و مقاله‌نویس
- مارید لوررو (Levrero)، داستان کوتاه‌نویس
- ماریو بندتی، شاعر و رمان‌نویس
- ژآکوبو لانگسز، نمایشنامه‌نویس
- ادواردو گالیانو، نویسنده و مفسر اجتماعی که در آمریکای لاتین معروف شد
- جورج ماجفود، مقاله‌نویس و رمان‌نویس
- اریک بوهلر، نویسندهٔ فنی

مونته ویدئو زادگاه سه شاعر فرانسوی بوده است:
- ایزیدور لوسین دوکاس
- ژولز لافورژ
- ژولز سوپرویل

## غذاهای اروگوئه‌ای

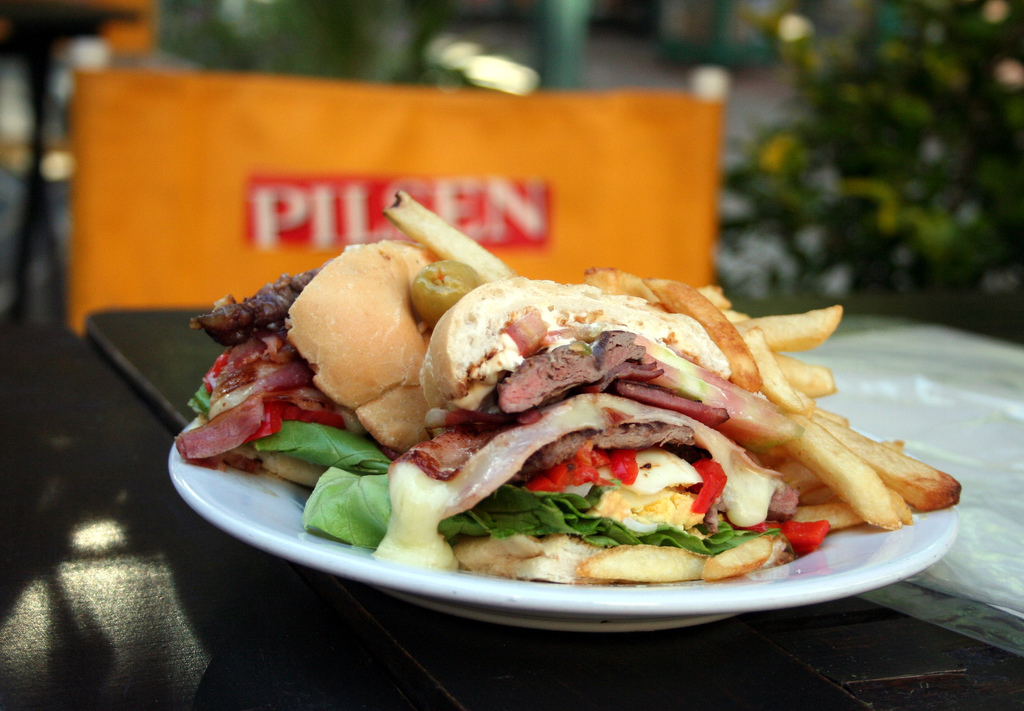
ساندویچ چیویتو غذای ملی اروگوئه

- ساندویچ چیویتو: ساندویچ حاوی گوشت گاو، گوجه فرنگی، پنیر و فلفل.
- آسادو: سنت ملی، کباب انواع گوشت و نوعی سوسیس (چوریسو) که همراه با شراب قرمز با گیرایی بالا سرو می‌شود.
- دولسه دِ لِچه: خوراکی شیرین تهیه شده از شیر و شکر
- پاسکوالینا: پای اسفناج که معمولاً حاوی تخم مرغ و پیاز است.
- مَتِه (mate): چای تهیه شده از یربا (Yerba) که از کدوی مته استخراج شده و آن را با بومبیا (نی آهنین) به آرامی می‌خورند.
- امپاناداس: پای کوچک که با گوشت، زیتون، تخم مرغ و هویج پر شده است.
- مارتین تیرو: یک برش پنیر و یک برش نان شیرینی به دانه (دولسه د مسبریلو)
- سس کاروسو: سسی برای سرو کردن پاستا که از خامه، رب گوجه فرنگی، پیاز، ژامبون و قارچ تهیه شده است.

## ورزش

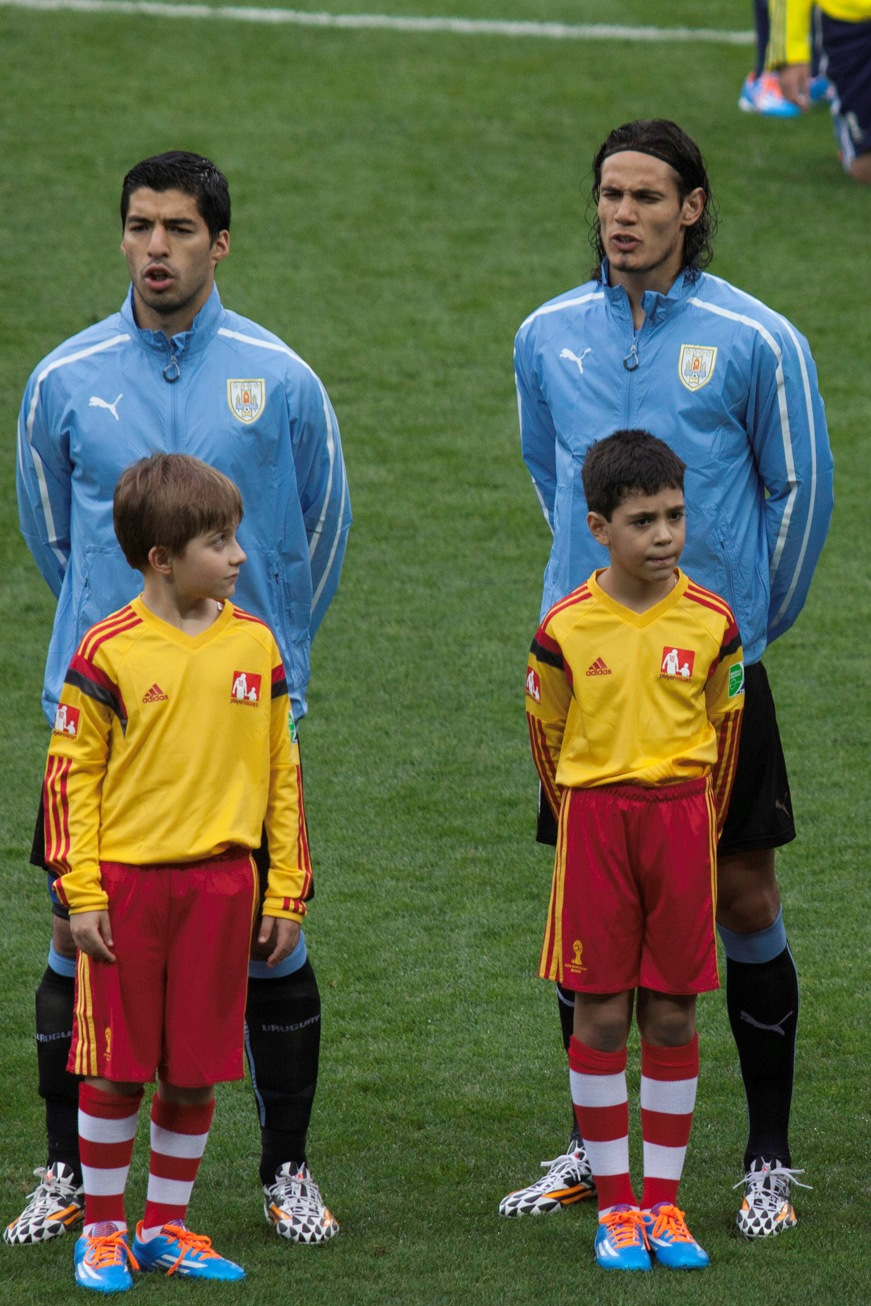
کاوانی و سوارز در بازی اروگوئه-انگلیس جام جهانی ۲۰۱۴

محبوب‌ترین ورزش در اروگوئه فوتبال است (به زبان اسپانیایی "futbol") این کشور افتخارات زیادی در این رشته کسب کرده است:
- مدال طلای المپیک تابستانی ۱۹۲۴ و المپیک تابستانی ۱۹۲۸
- قهرمان دو دوره جام جهانی فوتبال: (۱) سال ۱۹۳۰ که اولین دوره مسابقات جهانی فوتبال در مونته ویدئو برگزار شد؛ (۲) سال ۱۹۵۰ در برزیل.
- قهرمان ۱۵ دوره جام ملت‌های آمریکای جنوبی موسوم به کوپا آمریکا که از این حیث پرافتخارترین تیم آمریکای جنوبی در این جام است.

تیم راگبی (ببینید: اتحادیه راگبی در اروگوئه) نیز پر طرفدار است و تیم ملی به جام جهانی راگبی ۱۹۹۹ و پس از آن جام جام جهانی ۲۰۰۳ راه یافته است. این تیم اکنون در آمریکای جنوبی در رتبهٔ دوم قرار دارد. irb.com* بسکتبال و دوچرخه سواری نیز محبوبیت دارند. در سال ۲۰۰۵، استبان بایتستا اولین فرد اروگوئه‌ای بود که به لیگ NBA راه پیدا کرد.
معروفترین فوتبالیست‌های اروگوئه عبارت‌اند از: انزو فرانچسکولی، آلوارو رکوبا، داسیلوا (به علت تصادف یک پای خود را از دست داد)، دیگو فورلان، دیگو گودین، لوئیس سوارز، ادینسون کاوانی، فرناندو موسلرا، رونالد آرائوخو، فدریکو والورده، داروین نونیز، خوزه خیمنز، سباستین کواتس، مانوئل اوگارته

## نگارخانه

خورشید مه، نشان ملی اروگوئه
تصویربرداری ماهواره‌ای از اروگوئه
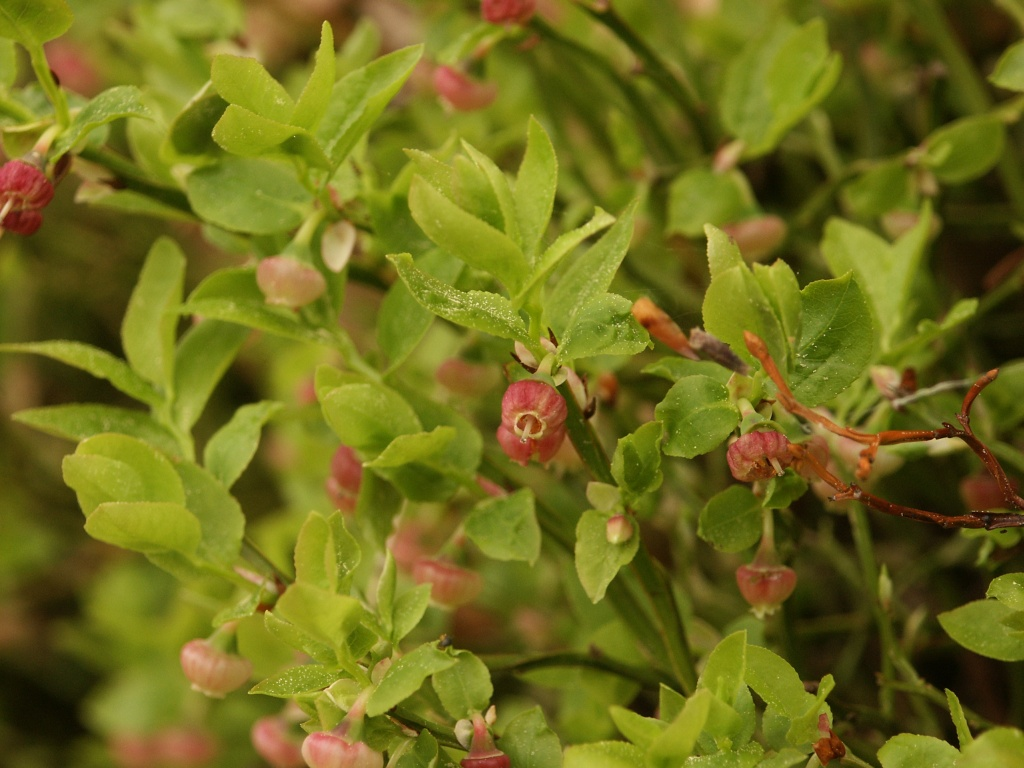
سیاه‌گیله کبود گیاه ملی اروگوئه
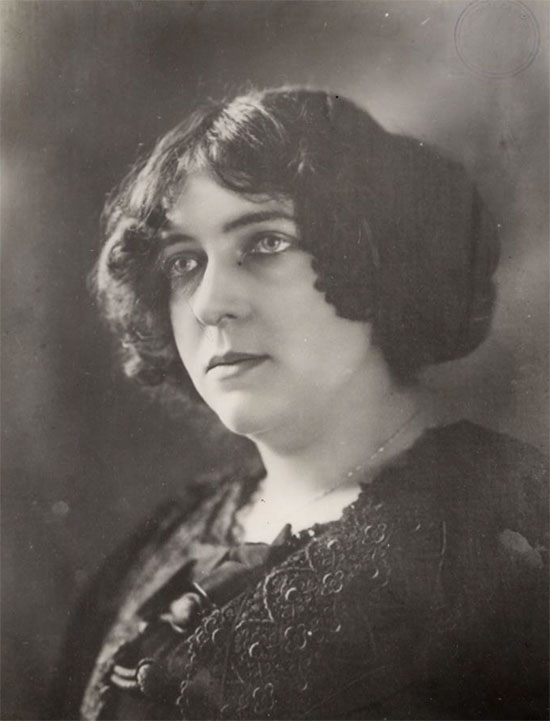
آگوستینی شاعر اروگوئه‌ای
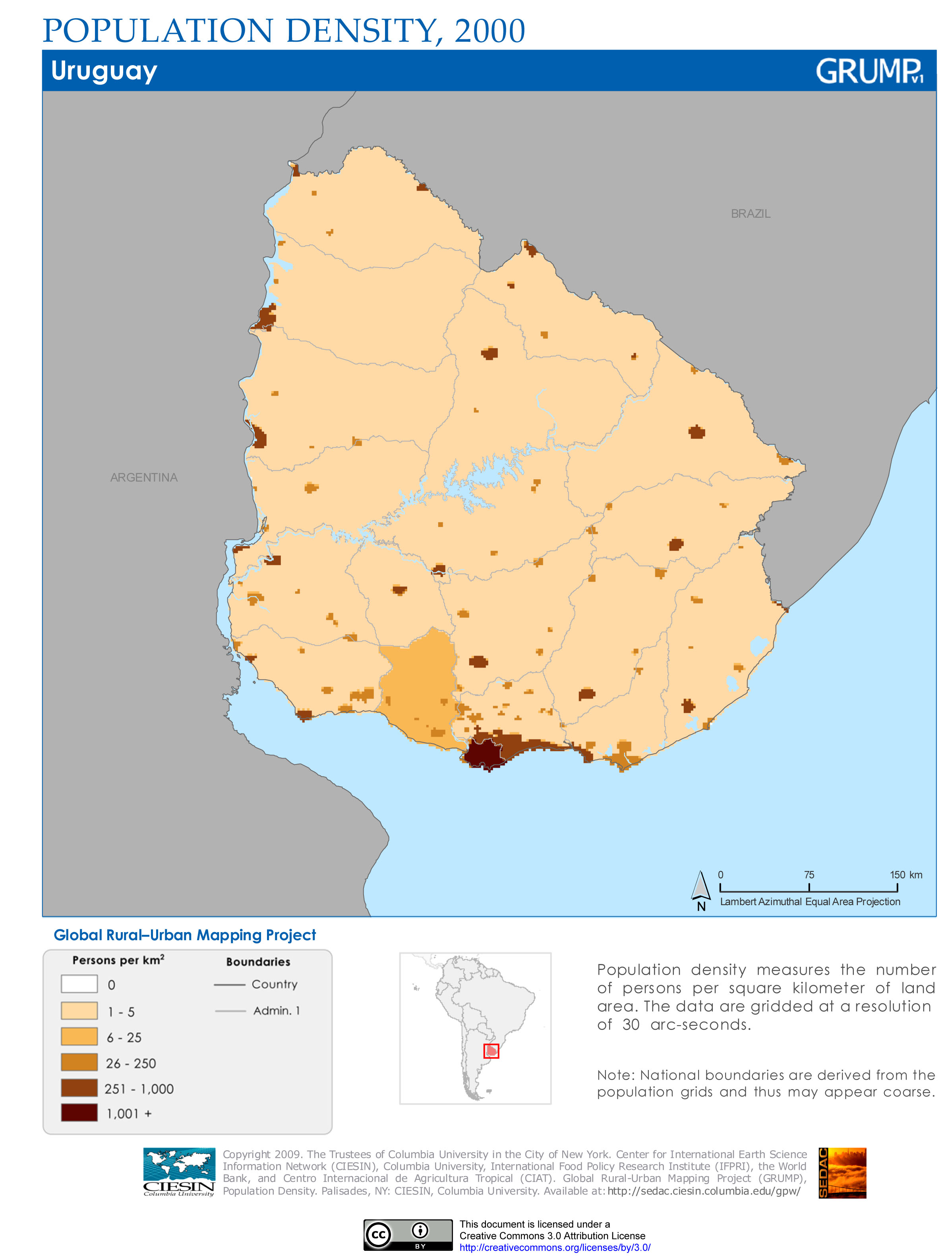
نقشه تراکم جمعیت اروگوئه

## رسانه
- Brecha – مجله برچا
- El Espectador – ایستگاه رادیویی مونته ویدئو (اولین ایستکاه رادیویی در اروگوئه)
- El Observador – روزنامه‌ای در مونته ویدئو
- El País - روزنامه‌ای در مونته ویدئو
- Infolatam – اخبار و اطلاعات اروگوئه
- La Guía بایگانی‌شده  در ۱۶ مه ۲۰۰۷ توسط Wayback Machine - La Guía، اروگوئه Las Piedras, Canelones تجارت و اخبار
- La República - روزنامه‌ای در مونته ویدئو
- Montevideo.com – وبگاه اخبار مونته ویدئو
- Radio Oceano - ایستگاه رادیویی مونته ویدئو
- Radio Sarandí - ایستگاه رادیویی مونته ویدئو